# Marlon Pereira
Marlon Pereira (Rotterdam, 26 marzo 1987) è un calciatore olandese, difensore o centrocampista del Steeds Hooger e della nazionale arubana.

## Carriera
Ha giocato nella massima serie del campionato olandese con Willem II e Cambuur e nella massima serie del campionato bulgaro con il Botev Plovdiv.